# Constantine (Míchigan)
Constantine es una villa ubicada en el condado de St. Joseph en el estado estadounidense de Míchigan. En el Censo de 2010 tenía una población de 2076 habitantes y una densidad poblacional de 452,34 personas por km².

## Geografía
Constantine se encuentra ubicada en las coordenadas 41°50′17″N 85°39′55″O / 41.83806, -85.66528. Según la Oficina del Censo de los Estados Unidos, Constantine tiene una superficie total de 4.59 km², de la cual 4.17 km² corresponden a tierra firme y (9.09%) 0.42 km² es agua.

## Demografía
Según el censo de 2010, había 2076 personas residiendo en Constantine. La densidad de población era de 452,34 hab./km². De los 2076 habitantes, Constantine estaba compuesto por el 91.52% blancos, el 1.78% eran afroamericanos, el 0.87% eran amerindios, el 0.48% eran asiáticos, el 0% eran isleños del Pacífico, el 2.36% eran de otras razas y el 2.99% pertenecían a dos o más razas. Del total de la población el 3.32% eran hispanos o latinos de cualquier raza.